# Susan Auchová
Susan Margaret Auchová (* 1. března 1966 Winnipeg, Manitoba) je bývalá kanadská rychlobruslařka a short trackařka.
Svoji sportovní kariéru začala v short tracku, ve kterém získala v roce 1986 vítězství ve Světovém poháru ve stíhacím závodě družstev. Zúčastnila se i ukázkového předvedení tohoto sportu na Zimních olympijských hrách 1988. V klasickém rychlobruslení debutovala v roce 1987 na mítinku Světového poháru v Lake Placid, pravidelně ale začala závodit až v roce 1989, kdy se mimo jiné zúčastnila i Mistrovství světa ve sprintu (16. místo). Startovala na zimní olympiádě 1992, kde na trati 500 m dojela na šestém místě, i na Zimních olympijských hrách 1994, kde na téže distanci získala stříbrnou medaili. V další sezóně skončila na Mistrovství světa ve sprintu na šestém místě. Druhou olympijskou medaili získala na hrách v roce 1998, kde na trati 500 m dojela jako druhá, tentýž rok se na světovém šampionátu na jednotlivých tratích umístila na čtvrté příčce v závodě na 500 m. Po přestávce v sezóně 1998/1999 a následných několika umístěních v první desítce na tratích 500 a 1000 m na velkých světových akcích startovala i na zimní olympiádě 2002, kde však v závodech na 500 i 1000 m dojela až ve třetí desítce. Po sezóně 2001/2002 ukončila aktivní sportovní kariéru.